# Thành Thái
Thảnh Thải (Huế, 14 marzo 1879 – Saigon, 24 marzo 1954) è stato un imperatore vietnamita che regnò nel periodo in cui il suo Paese era assoggettato al regime coloniale dell'Indocina francese.

## Biografia

### Premessa: formazione dell'Indocina francese
La penetrazione francese in Indocina aveva avuto inizio nel 1858, nel 1863 era stato istituito il protettorato di Cambogia e nel 1885, con la vittoria francese nella guerra franco-cinese, era stata completata la conquista del Vietnam. L'Indocina francese fu istituita nel 1887 e nel 1893 fu ampliata con l'acquisizione dei territori laotiani sottratti ai thai nella guerra franco-siamese di quell'anno.

### Infanzia
Thành Thái nacque nel 1879 a Huế, che era a quel tempo residenza degli imperatori vietnamiti e nel 1883 sarebbe entrata a far parte del protettorato francese dell'Annam. Alla nascita fu chiamato principe Nguyễn Phúc Bửu Lân, era figlio dell'imperatore Dục Đức, che aveva regnato per tre soli giorni nel 1883, quando fu assassinato. Gli succedettero altri quattro imperatori in sei anni, l'ultimo dei quali fu il cugino di Dục Đức Đồng Khánh, che regnò tra il 1885 e il 1889.

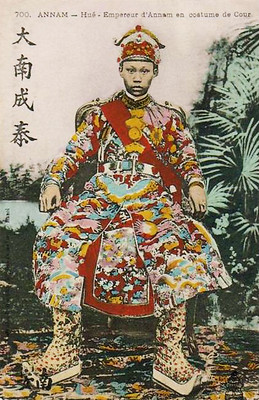

### Regno
Alla morte di Đồng Khánh, Nguyễn Phúc Bửu Lân fu posto sul trono dai francesi il 31 gennaio 1889 all'età di 10 anni con il nome regale Thành Thái. Si oppose al regime coloniale e si distinse per una lunga serie di terribili crimini e per il suo comportamento depravato, anche se alcuni storici hanno sostenuto che fu la propaganda francese a costruirgli l'immagine del folle per screditarlo, mentre altri hanno sostenuto che si fingesse pazzo per disorientare le autorità coloniali.
Durante il suo regno fece costruire a Huế in onore del padre il complesso comprendente mausolei e santuari chiamato tomba di Dục Đức (in vietnamita: 安陵 Lăng Dục Đức), che divenne la tomba di famiglia in cui furono inumate le spoglie dello stesso Thành Thái e di vari altri membri della dinastia Nguyễn.
Nell'estate del 1907 fu formalmente accusato dai francesi di essere pazzo e di non poter regnare, fu fatto rinchiudere nel palazzo reale, in settembre fu costretto ad abdicare e fu quindi confinato prima nella località balneare di Cap Saint Jacques, l'odierna Vũng Tàu, e in seguito a Saigon.

### Successione e esilio
I francesi imposero come suo successore il quinto figlio principe Nguyễn Phúc Vĩnh San, secondo tra i suoi figli ancora in vita, che con il nome regale Duy Tân salì al trono il 5 settembre 1907 ad Hanoi, diventata nel frattempo capitale dell'Indocina francese e nuova residenza dei sovrani vietnamiti. Il figlio fu a sua volta deposto nel 1916 per aver appoggiato le rivolte antifrancesi e furono entrambi esiliati nell'isola della Reunion, possedimento francese nell'Oceano Indiano. Nel 1947, le autorità francesi permisero a Thành Thái di tornare a vivere in Vietnam e si stabilì a Saigon, dove morì il 24 marzo 1954; fu sepolto a Huế a fianco del padre Dục Đức.